# Fodina cuneigera
Fodina cuneigera là một loài bướm đêm trong họ Noctuidae.